# 帕伦克考古区

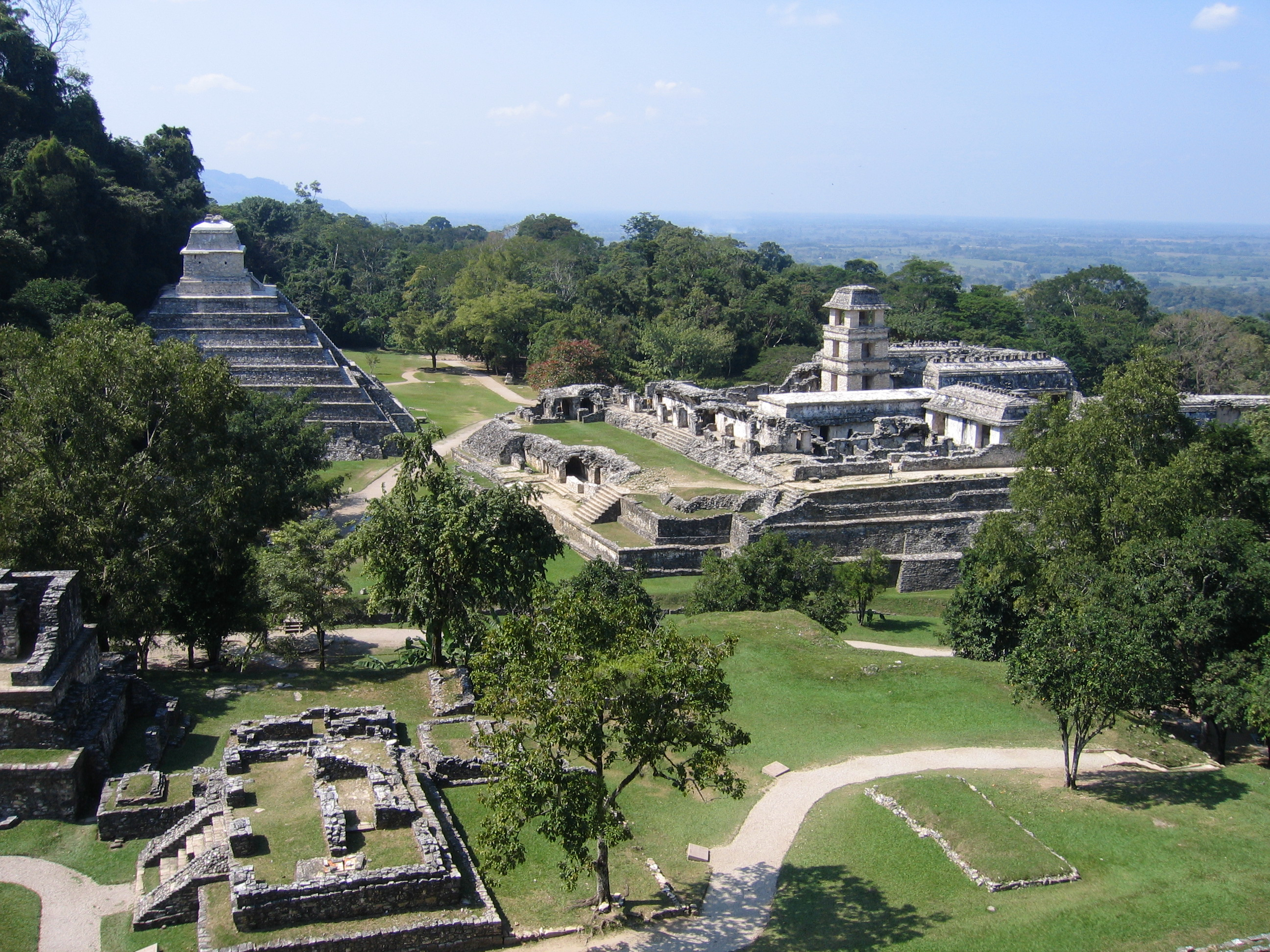
帕伦克遗迹

帕伦克（Palenque，西班牙語發音：[pa'leŋke]；猶加敦馬雅語：Bàakʼ /ɓàːkʼ/，古代名称：Lakamha（直译：“大水”）），是7世纪的玛雅城邦，位于今墨西哥恰帕斯州境内的尤卡坦半島上。帕伦克是玛雅文明古典时期最重要的城邦之一。而以帕伦克城为首都的城邦则可能称作“B'aakal”。
至2005年，帕伦克被发掘完毕的区域约為2.5 km² (1 sq mi)，但这不足其总体面积的十分之一。绝大多数的结构仍然被雨林所覆盖。2017年共有920,470次游客到访帕伦克。

## 名称
16世纪西班牙征服墨西哥时，这座城市已经被遗弃。欧洲人对帕伦克的第一次到访是佩德罗·洛伦佐于1567年。当时该地区被乔尔人称作“Otolum”或“坚固的房屋之地”，他们将其翻译为帕伦克（Palenque，来自于加泰罗尼亚语中一个词），意思是“防御工事”。

## 历史
早期的帕伦克历史可以追溯到奥尔梅克文明时期，奥尔梅克文明可能在此建立过一个王朝。玛雅文明古典时期，帕伦克是玛雅西部地区一个大邦，已知最早的统治者是K'uk B'alam I，他于公元431年3月11日登上帕伦克的王位。   
帕伦克曾于公元599年和公元611年两次被卡拉克穆尔打败。公元615年，十二岁的巴加尔登基成为帕伦克国王，巴加尔在位时间长达68年。在巴加尔统治期间，帕伦克从衰弱中恢复过来，走向强大，进而成为玛雅西部地区政治上的霸主，因此现在历史学家也把巴加尔称作“巴加尔大帝”。令巴加尔在今天得以非常著名的另一件事1952年考古学家发现了巴加尔陵墓以及其中巴加尔本人的遗骸，位于一座高高的玛雅金字塔的地下，本来公认的玛雅金字塔的用途是神庙，与埃及作为陵墓的金字塔的用途完全不同，1952年的发现使得今天的历史学家开始重新审视玛雅金字塔的意义。而巴加尔石棺上的神话图案中类似于宇宙飞船的图案也曾经令许多人惊讶不已。（许多人以此为依据相信玛雅人拥有飞行器，或者是与外星人有着某种联系，不过一般严肃的历史学家仍然认为那只是个普通的神话图案，参见）   
巴加尔以后，他的两个儿子坎巴拉姆二世和奇塔姆二世相继继位，把帕伦克王朝的兴盛时期又延续了四十年。巴加尔陵墓本身就是坎巴拉姆二世时修筑而成。从巴加尔开始的一百年间，是帕伦克的鼎盛时期，今天帕伦克遗迹中的主要建筑物均于此时候建成。   
进入9世纪以后，同古典时期玛雅文明的其他城邦一样，帕伦克城市步入古典期崩溃，迅速衰落，并永远地被遗弃在了丛林之中。

## 统治者
已知的帕伦克城邦的统治者

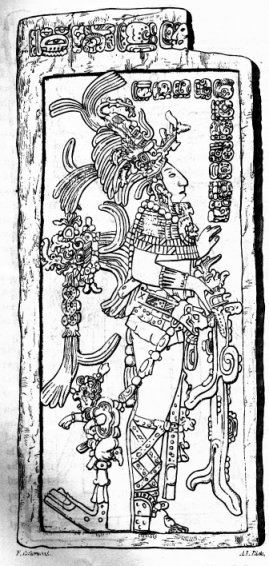
坎巴拉姆二世

- K'uk B'alam I       431年3月11日至 435年
- "Casper" (昵称; 其古时名字未译; 又被称作 "十一兔") 435年8月10日 至 487年
- B'utz Aj Sak Chiik     487年7月29日至501年
- Ahkal Mo' Naab I       501年6月5日 至 504年12月1日
- 空缺？
- 奇塔姆一世（英语：K'an Joy Chitam I）          529年2月25日 至 565年2月8日
- Ahkal Mo' Naab II          565年5月4日 至 570年7月23日
- 空缺？
- 坎巴拉姆一世（英语：Kan Bahlam I）              572年4月8日 至 583年2月3日
- Yohl Iknal（女王）         583年至604年
- Aj Ne' Ohl Mat             605年至612年
- 哈納布·巴加爾（英语：Janahb Pakal）（有爭議）                612年
- 扎克·庫克（英语：Sak K'uk'）（女王）             612年-615年 卒于 640年
- 巴加爾大帝 615年7月19日至683年 妻子：查克布阿浩，可能为出土的朱砂皇后
- 坎巴拉姆二世 683年至702年
- 奇塔姆二世（英语：Kʼinich Kʼan Joy Chitam II）             702年至711年 或 722年?
- K'inich Ahkal Mo' Naab III  ("Chaacal III")     722年1月3日 至 729年以后
- 巴加爾二世（英语：Kʼinich Janaab Pakal II）              盛年约742年
- 坎巴拉姆三世（英语：K'inich Kan Bahlam III）
- K'inich K'uk B'alam II                 765年3月8日至 ?
- 巴加爾三世（英语：Janaab Pakal III）    799年11月17日至?

## 现代历史
今天，帕伦克遗迹已被列入世界文化遗产。

## 相關条目
- 馬雅文明
- 馬雅遺址列表（英语：List of Maya sites）
- 中部美洲金字塔列表（英语：List of Mesoamerican pyramids）
- 巨石文化遗迹列表（英语：List of megalithic sites）
- 瑪雅文字
- 20号神庙（英语：Temple 20）

## 外部連結
- Maya Explorations Center.
- Unaahil B'aak: The Temples of Palenque (Wesleyan University)  - Contains a learning objects program, panoramas, 3D models, and glyphs and translations.
- Mesoweb's Palenque resources （页面存档备份，存于）
- animated 3D-reconstruction on Palenque-3D.com
- The Tablet Of The 96 Hieroglyphs （页面存档备份，存于）
- The Ruins of Palenque: bilingual essay with audio （页面存档备份，存于）
- Drawings of the Palenque site from the Antonio del Rio 1784 expedition （页面存档备份，存于）
- Estimating Palenque's population on Mesoweb (PDF)[永久]
- Geographic Live!:  Palenque and the Ancient Maya World&t=0h0m0s YouTube上的